# Borgarfell (kulle)
Borgarfell är en kulle i republiken Island. Den ligger i regionen Suðurland, 70 km öster om huvudstaden Reykjavík. Toppen på Borgarfell är 129 meter över havet.
Trakten runt Borgarfell är nära nog obefolkad, med mindre än två invånare per kvadratkilometer. Närmaste större samhälle är Hella, omkring 15 kilometer söder om Borgarfell. Trakten runt Borgarfell består i huvudsak av gräsmarker.